# Muzeum Portu w Jokohamie
Muzeum Portu w Jokohamie (jap. 横浜みなと博物館, ang. Yokohama Port Museum) – muzeum morskie poświęcone portowi w Jokohamie, znajdujące się w parku Nippon Maru Memorial na obszarze Minato Mirai 21 w Jokohamie. Wcześniej było znane jako Muzeum Morskie Jokohamy.

## Historia
Przed otwarciem obecnego muzeum istniało Muzeum Nauk Morskich w Jokohamie, które zostało otwarte w 1961 roku na trzecim piętrze wieży Yokohama Marine Tower. Przyszły plan budowy nowego muzeum został sporządzony w grudniu 1982 roku. Gdy w sierpniu 1983 roku zapadła decyzja o zachowaniu żaglowca Nippon Maru w Jokohamie, rozpoczęto realizację planu budowy, która ruszyła w kwietniu 1987 roku. Muzeum zostało otwarte 25 marca 1989 roku z okazji wystawy Yokohama Exotic Showcase '89 (YES'89).
Muzeum było zamknięte przez sześć miesięcy od jesieni 2008 roku do kwietnia 2009 roku z powodu prac renowacyjnych. Po skończeniu ich muzeum zostało przemianowane z Muzeum Morskiego Jokohamy na obecną nazwę w ramach obchodów 150. rocznicy otwarcia portu. Muzeum zostało zamknięte na około rok od 7 czerwca 2021 roku w celu przeprowadzenia prac remontowych i ponownie otwarte 28 czerwca 2022 roku.